# Museu da Jordânia
O Museu da Jordânia está localizado no distrito de Ras Al-Ein, em Amã, na Jordânia. Construído em 2014, é o maior museu da Jordânia e abriga os achados arqueológicos mais importantes do país.
Possui artefactos de vários sítios arqueológicos pré-históricos na Jordânia, incluindo as estátuas de Ain Ghazal a partir de 7500 a.C., que são consideradas uma das mais antigas estátuas humanas já feitas pela civilização humana.
As colecções no museu são organizadas em ordem cronológica e também tem salas de conferência, exposições ao ar livre, uma biblioteca, um centro de conservação e uma área para actividades infantis. O museu foi criado por um comitê encabeçado pela Rainha Rania da Jordânia, tendo-se tornado no único museu na Jordânia a implementar modernas tecnologias de preservação de artefactos.

## Antecedentes
O Museu Arqueológico da Jordânia foi fundado em 1951 e hospedou os achados arqueológicos mais importantes da Jordânia. No entanto, o antigo local tornou-se pequeno demais e surgiu a ideia de desenvolver um novo museu moderno em 2005. Um comitê conjunto liderado pela rainha Rania tornou-se responsável por desenvolver a ideia de um novo museu moderno de acordo com os padrões internacionais. A construção começou em 2009 e o museu foi inaugurado oficialmente em 2014, cobrindo mais de 10.000 metros quadrados.

## Situação
O museu está localizado na área de Ras Al-Ein, perto do centro de Amã, ao lado da sede do município do Grande Amã. O museu fica apenas a um quarteirão dos principais sítios arqueológicos de Amã, como o Teatro Romano, o Ninfeu, a Cidadela de Amã e a Praça Haxemita.

## Principais artefactos
O museu abriga ossos de animais que datam de 1,5 milhões de anos, as estátuas de gesso de Aim Gazal, um rolo de cobre dos rolos do mar morto, entre outros. A estela de Mexa é uma grande pedra de basalto preto que foi erguida em Moabe e foi inscrito pelo rei moabita Mexa, no qual ele se elogia pelos projectos de construção que começou em Moabe (Paquistão) e comemora sua glória e vitória sobre os filhos de Israel. A estela é uma das histórias diretas mais importantes da história bíblica .
O original está em exposição no Museu do Louvre e a Jordânia tem constantemente exigido e seu retorno. O Rolo de Cobre foi encontrado Mar Morto perto de Qumran , presumivelmente foram retirados do templo em Jerusalém em torno de 68 d.C. Está escrito em no estilo mishnah do hebraico.